# Las mujeres del Cua
Las mujeres del Cuá es el nombre que identifica a un grupo de mujeres campesinas nicaragüenses que durante el período de la lucha insurreccional contra la dictadura de Anastasio Somoza Debayle, en los años 1960 y 1970 del siglo XX, dieron protección y cobijo, colaborando en acciones logísticas, a los guerrilleros del Frente Sandinista de Liberación Nacional, ocasionando que fueran reprimidas duramente sufriendo toda clases de vejaciones como torturas, violación y asesinatos en el cuartel de El Cuá de la Guardia Nacional del extinto municipio conjunto de "El Cuá-Bocay" que pertenecía al departamento de Jinotega. Las mujeres procedían de las comunidades El Carmen, Cuskawás, el Bijao y la Tronca; ninguna de ellas era oriunda del municipio de El Cuá. 
Benigna Mendiola, histórica guerrillera sandinista que llegó a ser diputada, comentó: 

Sin las Mujeres del Cuá no se puede hablar de la guerrilla. Ellas fueron un baluarte de las columnas guerrilleras, les pasaban información, servían de correo, los escondían, les hacían la comida, arriesgaban su vida por los "muchachos" de entonces.

## Historia
La lucha que el FSLN llevaba a cabo contra el régimen de Somoza y que finalizó con la entrada de los guerrilleros en Managua el 19 de julio de 1979 tuvo una etapa de acciones en las montañas. La comunidad de El Cuá, en el departamento de Jinotega, dio cobijo a los miembros del Frente formando una especie de servicio de inteligencia que facilitaba las labores logísticas, como la transmisión de correo, la intendencia y la ocultación de guerrilleros.
En 1968 la Guardia Nacional, cuerpo armado del gobierno somocista, descubrió las acciones y realizó una campaña de represión y búsqueda de información en la comunidad. Destruyó el pueblo y sus habitantes huyeron al campamento que los guerrilleros tenían en las montañas de Zinica en el departamento de Matagalpa. Descubierto este por las fuerzas gubernamentales fue atacado y aunque pudieron huir fueron detenidas en Santa María de Tasuá, El Cuá, y llevados a las instalaciones militares de El Cuá. Entre los arrestados había 19 mujeres campesinas.
Fueron hechas prisioneras Matilde Hernández, María Venancia Aguilar (era del Carmen), Luz Amanda Aguilar (era del Carmen Rancho Grande), Natividad de Jesús Martínez Sánchez (era de Cuskawás), Benigna Mendiola (que era de la Tronca), Petrona Hernández, Marling Hernández. También fueron afectados en la redada los campesinos Esteban y Juan Hernández.
Los prisioneros fueron sometidos a torturas, vejaciones y desapariciones. Las mujeres se negaron a hablar y dar información sobre las actividades de los miembros del Frente y la ubicación de Bernardino Díaz Ochoa que era miembro de su Directorio Nacional. Después de los interrogatorios
Esteban Hernández y Juan Hernández fueron lanzados desde el aire sobre el cerro El Chachagón donde nunca fueron hallados.
El corresponsal del diario La Prensa en Matagalpa, Adán Monzón Fornos, que había sufrido penas de cárcel por sus informaciones de denuncia por los abusos cometidos por las autoridades, denunció lo sucedido, dando toda clase de datos, como más tarde reconocíamos Carlos Mejía Godoy, que popularizó la historia convertida en canción, 

Hay que tener muchos pantalones para decir con nombres y apellidos los nombres de los campesinos que fueron montados a un avión y ya jamás volvieron.

Entre los nombres de mujeres que surgieron de la represión están:
- Petrona Hernández López, más conocida como Amanda Aguilar, se llamaba realmente María de la Cruz y es también conocida por Petrona Hernández López, fue cocinera del General Sandino, en su lucha en los años 1930 contra la ocupación estadounidense del país centroamericano, en esa lucha y en los principios que fundamentó Sandino se fundó el FSLN. Vivía en la comarca El Carmen, Rancho Grande, en el departamento de Matagalpa.

- Natividad Martínez Sánchez, conocida como "Conchita", era hija del líder sindicalista Máximo Martínez Salgado Policarpo, patriarca de Cuskawás, y era la esposa de Matías Granados Guillén Reynaldo, que cayó combatiendo contra el Batallón Somoza de la Guardia Nacional el 4 de octubre de 1974, en Cuskawás. Tuvo seis hijos, siendo el mayor Víctor Hugo Granados Martínez "Carlito Matías", que se integró juntos a otros niños, en las filas del Frente Sandinista de Liberación Nacional, en el mismo año que cayó su padre. En 1974, fue interrogada y torturada salvajemente por segunda vez, en la Iglesia de San Antonio de Cuskawás, que la Guardia Nacional había convirtió en Cárcel.

- María Venancia, que murió debido al maltrato físico padecido.

- Angelina Díaz Aguilar, nuera de Amanda Aguilar.

- Cándida María González Donaire, quien era una muy joven en el momento de los hechos, la violaron.

- Cándida Martínez.

- Martina González Hernández, la violaron y abortó.

- Aurelia Hernández.

- Facunda Catalina González.

- Marling Hernández.

- María González Hernández.

- Luz Marina Hernández.

- Apolonia González Romero.

- Esperanza Hernández García.

- Maclovia Sánchez Pérez.
- Vicenta de López.
- Marcelina Aguilar Rodríguez.
- Aura Esthela Martínez.
- Juana Docea Aguilar Rodríguez.
- Isaiz Mendoza.
- Pedro y Estheban Jiménez.
- Víctor Hugo Granados Martínez de 7 años de edad.
- Justo Pastor Guillén Martínez de 10 años.
- Rufino Aguilar de 12 años.
- Camilo Aguilar Rodríguez de 14 años.

La relación de la comunidad con la guerrilla no solo era a través de Amanda Aguilar, Angelina Díaz era nuera de Amanda, su hijo Jacinto Hernández fue un guerrillero muerto en 1975, y las fuerzas gubernamentales se habían fijado en la comunidad en 1966 al sindicarse junto al líder campesino Bernardino Díaz Ochoa.

## Del poema a la canción
El poeta Ernesto Cardenal, líder sandinista en aquellos tiempos, y el historiador Alejandro Dávila Bolaños compusieron sendos poemas recogiendo estos sucesos. Más tarde Carlos Mejía Godoy compuso, basándose en el mismo, una canción que tuvo gran difusión, Las Mujeres del Cuá
La canción de Godoy va de esta manera:

Voy a hablarles, compañeros,
de las mujeres de El Cuá,
que bajaron de los cerros,
por orden del General.

De la María Venancia
y de la Amanda Aguilar,
dos hijas de la montaña
que no quisieron hablar

Ayyyy, Ayyyy
a nadie vimos pasar
la noche negra se traga
aquel llanto torrencial

Ayyyy, Ayyyy
la Patria llorando está
parecen gritos de parto
los que se oyen por allá

Dicen que al Chico González
no lo volvieron a ver
de noche se lo llevaron
para nunca más volver

A Esteba y a Juan Hernández
los subieron al avión
y al aterrizar más tarde
ya nadie más los miró

Ayyyy, Ayyyy
a nadie vimos pasar
la noche negra se traga
aquel llanto torrencial

Ayyyy, Ayyyy
la Patria llorando está
parecen gritos de parto
los que se oyen por allá

A la Cándida Martínez
un guardia la conminó
vení chavala le dijo
lavame este pantalón

La cipota campesina
fue mancillada ahí nomás
y Tacho desde un afiche
reía en el taquezal

Ayyyy, Ayyyy
a nadie vimos pasar
la noche negra se traga
aquel llanto torrencial

Ayyyy, Ayyyy
la Patria llorando está
parecen gritos de parto
los que se oyen por allá

Retoñaban los Quiquisques
estaba la Milpa en flor
a la pobre de Matilde
la patrulla la agarro

La indita abortó sentada
con tanta interrogación
me lo contó la quebrada
que baja del septentrión

Ayyyy, Ayyyy
a nadie vimos pasar
la noche negra se traga
aquel llanto torrencial

Ayyyy, Ayyyy
la Patria llorando está
parecen gritos de parto
los que se oyen por allá

Voy a hablarles, compañeros,
de las mujeres de El Cuá,
que bajaron de los cerros,
(que bajaron de los cerros),
por orden del General.
(por orden del General).

De la María Venancia
y de la Amanda Aguilar,
dos hijas de la montaña
que no quisieron hablar
dos hijas de la montaña
que no quisieron hablar.

## Nota
Sobre la acentuación del término "Cua" hay diferentes opiniones. Hay documentos donde aparece acentuado, mientras otros, como en el diario El Nuevo Diario, aparece sin acentuar.